# Llanos Trigueros
Llanos Trigueros Martínez (Elche, 17 de julio de 1983) es una exjugadora de balonmano y política, exconcejala en el ayuntamiento de Elche por el Partido Popular.

## Balonmano

### Trayectoria
Comenzó su carrera en el Club Balonmano Torrellano y, en 2002, fue fichada por el Club Balonmano Elche, estando José Francisco Aldeguer en sus banqullos. Durante los cuatro años que estuvo en este club, logró dos ascensos a la División de Honor. 
En 2006, se unió al Akaba Bera Bera de San Sebastián, un equipo que, por aquella época, empezaba a despuntar en el balonmano femenino español y que contaba en sus filas con Michela Ciobanu. Con el conjunto donostiarra jugó durante una temporada y debutó en competición europea en la segunda ronda de la Recopa de Europa el 14 de octubre de 2006 ante el HV Beeker Fusie Club.
Tras su único año en San Sebastián regresó a la provincia de Alicante para unirse al Mar Alicante y, dos años después, al Elda Prestigio. En este equipo, vivió importantes momentos profesionales, como la participación en la Copa EHF y las semifinales de la Copa de Europa, además de ser Finalista de la Copa de la EHF en 2010 y subcampeona de Liga. En 2012 decidió regresar a su ciudad natal y se unió de nuevo al Elche CF - Mustang, dirigido por José Ignacio Prades. Se retiró en la temporada 2016–17.
Reconocida como Deportista de Alto Nivel en la modalidad de Balonmano por el Consejo Superior de Deportes desde el año 2008. Además, Trigueros fue miembro de la Asociación de Mujeres del Balonmano, donde desempeñó los roles de gerente y secretaria.

### Balonmano Playa
Llanos ha sido integrante de la selección española junior y fue internacional por España en balonmano playa, con el que ha logrado el subcampeonato del mundo en 2008 en Cádizen un equipo que contaba con Pepa Moreno, Marta Mangué, Noelia Fornell, Inma Navarro o Susana Martínez.

### Clubes
- 2002–06: Elche Mustang
- 2006–07: Akaba Bera Bera
- 2007–09: Mar Alicante
- 2009–12: Elda Prestigio
- 2012–17: Elche CF - Mustang

### Galardones y premios
- 1 x Copa de la Reina (2006–07)
- Medalla de plata en el Campeonato del Mundo de Balonmano Playa (Cádiz 2008)

## Política
Sus inicios en política fue junto a Daniel Rubio, exconcejal de Deportes del Ayuntamiento de Elche y fue Pablo Ruz, en 2018, el que le propuso ir en las listas del Partido Popular al ayuntamiento de su ciudad, entrando como concejal en 2019. No renovó para las elecciones de 2023.

## Vida
Es Diplomada en Magisterio por la Universidad de Alicante (2004) y Licenciada en Ciencias de la Actividad Física y del Deporte por la misma universidad (2008).